# Cristianismo godo
El cristianismo godo se refiere al cristianismo practicado por godos, teniendo su origen en el arrianismo romano mezclado con el paganismo godo.
Los godos adoptaron el arrianismo en algún momento entre 376 y 390, en los años previos a la caída del Imperio Romano de Occidente. El cristianismo gótico fue la primera fase de la Cristianización de los pueblos Germánicos, completada siglos más tarde con la conversión de Escandinavia. La conversión al arrianismo fue promovida por los emperadores, también arrianos o semi-arrianos, Constancio II y Valente para incorporarlos plenamente al Imperio.
Tras el saqueo de Roma, los visigodos ocuparon Hispania y el sur de Galia. Después de ser expulsados de la última por los francos, los godos españoles abrazaron formalmente el catolicismo en el Tercer Concilio de Toledo en 589.

## Orígenes

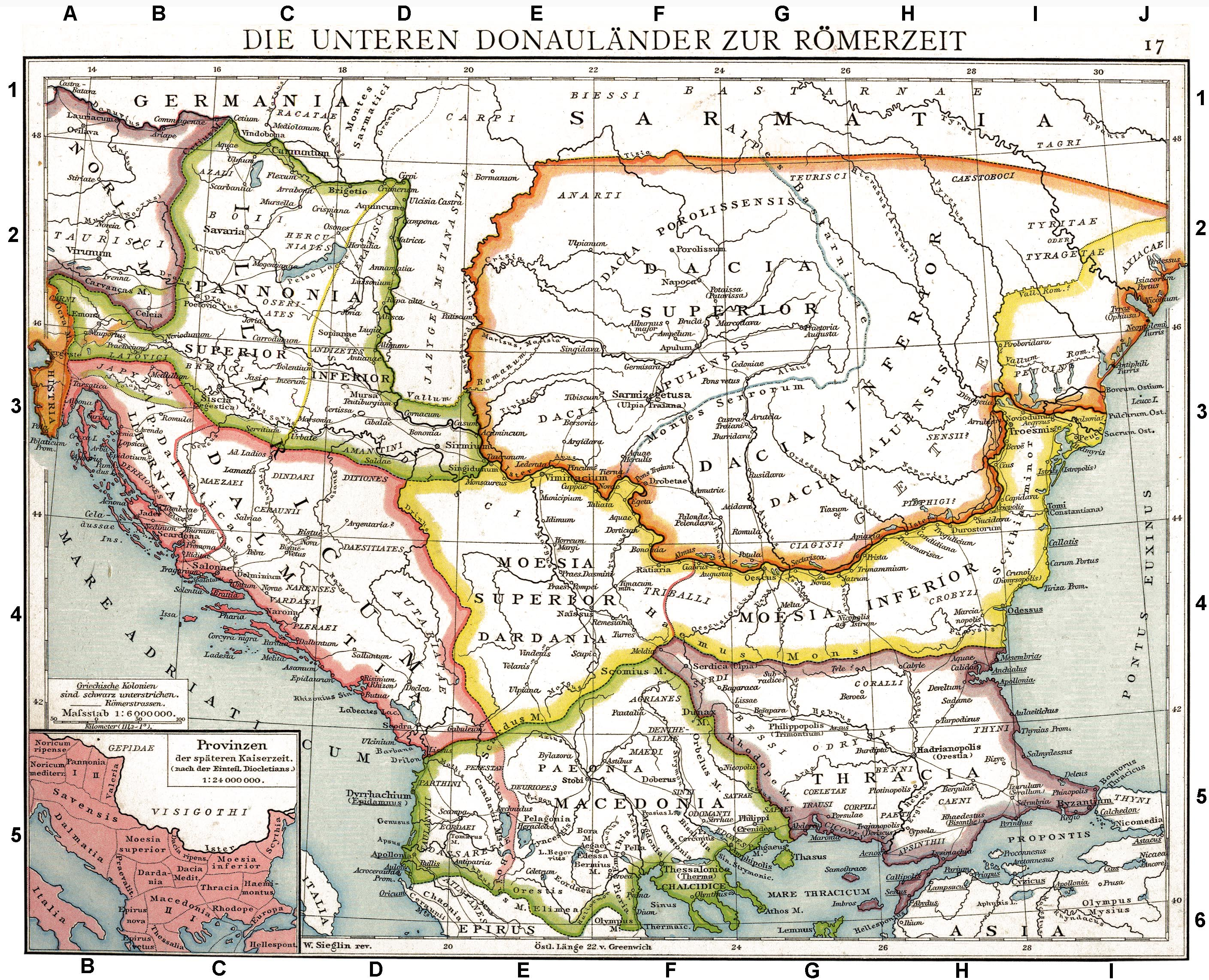
Provincias romanas a lo largo del Ister (Danubio), mostrando Dacia, Moesia y Tracia, con Sarmatia al norte y Germania hacia el noroeste.

Durante el siglo III, los germanos orientales se desplazaron hacia el sureste, la Dacia, anteriormente controlados por sármatas y romanos, y la confluencia de las culturas germánicas, sármata, dacias y romana dio lugar al surgimiento de una nueva identidad gótica. Parte de esta identidad fue la adhesión al paganismo gótico, aunque se desconoce su naturaleza exacta. Jordanes, en su obra del siglo VI, Getica, afirma que el dios principal de los godos era Marte, pero esto se debe a la interpretación romana de la deidad, pues Jordanes escribía en latín. 
En los registros romanos de la Antigüedad Tardía se describen las tácticas bélicas de góticos y vándalos. Estos grupos luchaban entre sí, aliados o contra el Imperio, hunos, y otros reinos según las circunstancias. En el año 251, el ejército godo asaltó las provincias de Mesia y Tracia, derrotando y dando muerte al emperador romano Decio, y haciendo gran cantidad de cautivos, la mayoría mujeres y muchas de ellas cristianas. Se considera que este fue el primer contacto con el cristianismo.

## Conversión
La conversión al arrianismo fue un proceso  relativamente rápido, facilitado por un lado, por la asimilación de los cautivos romanos en la sociedad goda y a su vez por la integración de la sociedad goda en la romana, ya cristianizada. Dos generaciones después de su aparición en las fronteras del Imperio en el año 238, el arrianismo estaba ampliamente extendido, se cree que el auge del arrianismo frente al catolicismo entre los godos se debe a que el primero era más permeable y sincrético con su religión nativa que el segundo, más estricto en cuanto al concepto de divinidad. La cruz cristiana, aparecía en las monadas de Crimea Goda poco después de la emisión del Edicto de Tolerancia por Galerio en el año 311, y un obispo de nombre Theophilas Gothiae estuvo presente en el Primer Concilio de Nicea en el año 325 dc. Sin embargo, los enfrentamientos entre paganos y cristianos godo-romanos continuaron a lo largo de este período, y las persecuciones religiosas, - replicando la Persecución de Diocleciano (302-11) – se daban con frecuencia. Los cristianos godos Wereka y Batwin y otros fueron martirizados por orden de Wingurich en torno al 370 y Sabas el Godo fue martirizado en torno al 372. 

### Paganismo, arrianismo y catolicismo
El concepto de la Trinidad no era nuevo para los paganos, tanto romanos como bárbaros, ya que ambos grupos eran indoeuropeos, lo que si era nuevo era el nivel jerárquico de este nuevo concepto trinitario establecido por el catolicismo, las 3 partes que componían la divinidad eran iguales, por eso durante los primeros años del cristianismo, tanto entre romanos como bárbaros, fue su versión arriana la más aceptada, ya que mantenía la visión pagana jerárquica, pero con el paso del tiempo, la familiarización con la teología cristiana y la promoción del catolicismo por parte de los emperadores, fue este último el que triunfó.

### El obispo Ulfilas
El éxito inicial experimentado por los godos les animó a lanzar varias campañas sobre los territorios imperiales a finales del siglo III, en muchas de los cuales apresaron numerosos cautivos que eran enviados a los asentamientos godos al norte del Danubio y el Mar Negro. Ulfilas, que se convirtió en obispo de los Godos en el año 341, era nieto de una cristiana cautiva de Sadagolthina en Capadocia. Desempeñó ese cargo durante los siguientes siete años. En 348, un reikos (rey) godo, temeroso de la pérdida de la identidad goda, empezó a perseguir a los cristianos, y Ulfilas y muchos otros cristianos godos huyeron a Mesia Secunda, donde continuó sirviendo como obispo de los godos hasta su muerte en 383, según Filostorgio.
Ulfilas había sido ordenado por Eusebio de Nicomedia, el obispo de Constantinopla, en 341. Eusebio era discípulo de Luciano de Antioquía, y líder de la facción de pensamiento cristológico que llegó a ser conocida como arrianismo, en nombre de su amigo y compañero de estudios, Arrio.

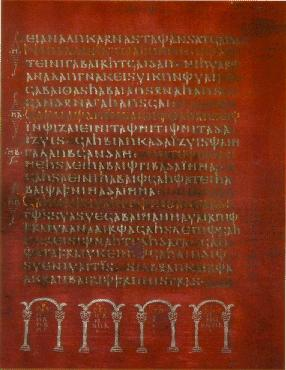
Primera página del Codex Argenteus, el manuscrito más antiguo superviviente de la traducción de la Biblia al Godo en el.

Entre 348 y 383, Ulfilas probablemente coordinó la traducción de la Biblia del griego al idioma godo, que fue realizada por un grupo de eruditos. Por tanto, algunos cristianos arrianos en el oeste usaban las lenguas vernáculas – en este caso godo – por el culto, al igual que muchos cristianos niceos en el este, mientras que los cristianos niceos occidentales utilizaban únicamente la lengua latina, incluso en áreas donde el latín vulgar no era la lengua vernácula. El godo probablemente se mantuvo como lenguaje litúrgico dentro de la iglesia goda-arriana en algunos lugares, incluso después de que sus miembros hubieran adoptado el latín vulgar como lengua materna.
El hijo adoptivo de Ulfilas fue Ausencio de Durostorum (más tarde de Milán).

## Cristianismo godo posterior
Las iglesias godas mantenían relaciones muy estrechas con otras iglesias arrianas ubicadas en la parte occidental del Imperio.
Después de 493, el virreinato de Italia incluía dos áreas, Italia y gran parte de los Balcanes, con importantes núcleos arrianos. El arrianismo había conservado cierta presencia entre los italo-romanos durante ese tiempo. No obstante, la presencia arriana en Italia se vio reforzada por la llegada de los contingentes ostrogodos desde los Balcanes, llegando a considerarse a sí misma la "Iglesia de los Godos" hacia el año 500.